# Peter Nathschläger

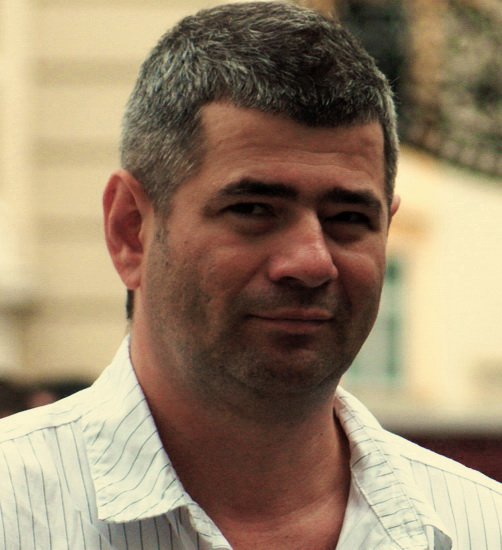
Peter Nathschläger, 2008

Peter Nathschläger (* 1965 in Wien) ist ein österreichischer Schriftsteller.

## Leben
Peter Nathschläger stammt aus Wien. Nach dem Tod seines älteren Bruders zogen seine Eltern mit ihm nach Biedermannsdorf im Süden der Hauptstadt. 1983, nach fünf Jahren zog er, gerade volljährig geworden, zurück in die Landeshauptstadt. Von 1986 bis 1998 arbeitete er als Bühnentechniker auf folgenden Bühnen: Staatsoper Wien, Volkstheater Wien, Volksoper Wien. 1998 wechselte er nach intensiver Fortbildung in die IT und arbeitet heute hauptberuflich als IT Prozess Manager.
Peter Nathschläger lebt mit seinem Lebensgefährten in einer eingetragenen Partnerschaft in Wien-Ottakring.
Von Peter Nathschläger erschienen bisher zweiundzwanzig Romane (Als Print, E-Book und Audio Book), zwei Gedichtbände, eine Kurzgeschichtensammlung und viele Beiträge in Kurzgeschichtensammlungen oder Anthologien zu Literaturwettbewerben.

## Schreiben
In seinen Romanen thematisiert der Autor die Schicksale von Menschen, die am Wendepunkt ihres Lebens über sich hinauswachsen, um Legenden zu werden, oder an den Herausforderungen des Lebens bitter scheitern.

## Stil
„Wortgewaltig wurde Peter Nathschlägers Stil schon mehrfach in Rezensionen zitiert. Dies impliziert jedoch einen schreiberischen Furor, der immer auch ein gewisses Maß an Theaterdonner enthält. ... scheint mir eher so, dass sich Nathschläger gerade im kurzen Format seiner persönlichen Variante dessen annähert, was der Autor und Kritiker Jeffrey Ford als Stil-der-kein-Stil-ist bezeichnet hat: Ein nur auf den ersten Blick paradox klingendes schriftstellerisches Ideal, bei dem alles so auf den Punkt gebracht ist, dass jeder Satz die Erzählung ideal transportiert und den Autor dahinter zurücktreten lässt.“

## Werke
- Alles Besser. Männerschwarm Verlag, Hamburg 1998, ISBN 3-928983-72-5.
- Mark singt. Himmelstürmer Verlag, Hamburg 2004, ISBN 3-934825-35-4.
- Die Legende vom heiligen Dimitrij. Himmelstürmer Verlag, Hamburg 2005, ISBN 3-934825-38-9.
- Dunkle Flüsse. Himmelstürmer Verlag, Hamburg 2006, ISBN 3-934825-43-5.
- Es gibt keine UFOs über Montana. Himmelstürmer Verlag, Hamburg 2006, ISBN 3-934825-50-8.
- Großstadttagebücher. Wiesenburg Verlag, Schweinfurt 2006, ISBN 3-937101-61-6.
- Patricks Landing. Himmelstürmer Verlag, Hamburg 2006, ISBN 3-934825-66-4.
- Geheime Elemente. Himmelstürmer Verlag, Hamburg 2008, ISBN 978-3-940818-02-7.
- rainmark. HARY Productions Verlag, Zweibrücken 2010, ISSN 1614-3310.
- Der Mitternachtsdom. AAVAA Verlag, Berlin 2010, ISBN 978-3-442-37356-7.
- Mistah Zumbee. Action Verlag, Essen 2010. (Hörbuchverlag, ohne ISBN)
- Wo die verlorenen Worte sind. AAVAA Verlag, Berlin 2011, ISBN 978-3-86254-511-7.[1]
- Im Palast des schönsten Schmetterlings. Himmelstürmer Verlag, Hamburg 2012, ISBN 978-3-86361-157-6.
- Der Falke im Sturm. Himmelstürmer Verlag, Hamburg 2013, ISBN 978-3-86361-291-7.
- Fluchtgemälde. Himmelstürmer Verlag, Hamburg 2014, ISBN 978-3-86361-370-9.
- Im Endkreis. Incubus-Verlag, Dortmund 2015, ISBN 978-3-945569-01-6.
- Der Sturmgondoliere. Größenwahn Verlag, Frankfurt 2016, ISBN 978-3-95771-085-7.
- Die Inseln im Westen. Band 1: Die Nebelgeister. Himmelstürmer Verlag, Hamburg 2016, ISBN 978-3-86361-576-5.
- Die Inseln im Westen. Band 2: Weltendämmerung. Himmelstürmer Verlag, Hamburg 2016, ISBN 978-3-86361-579-6.
- Lucian im Spiegel. Größenwahn Verlag, Frankfurt 2018, ISBN 978-3-95771-218-9.
- CODA – Der letzte Tanz. Himmelstürmer Verlag, Frankfurt 2020, ISBN 978-3-86361-828-5.
- Cyborg me. Himmelstürmer Verlag, Hamburg 2022, ISBN 3987580038, ISBN 978-3-98758-003-1.
- Du warst der Plan. Himmelstürmer Verlag, Hamburg 2024, ISBN 978-3-9875808-8-8.
- Piero X. MAIN Verlag, Hamburg 2025, ISBN 978-3-95949-751-0.
- Auf dieser Frequenz. Himmelstürmer Verlag, Hamburg 2025, ISBN 978-3-98758-139-7.